# Hans-Jakob Niehues
Hans-Jakob Niehues (* 1953 in Mainz) ist deutscher Fernsehmoderator und Journalist. Im SWR Fernsehen moderiert er die Nachrichten-Sendung SWR Landesschau aktuell Rheinland-Pfalz.

## Leben
Hans-Jakob Niehues ist in Mainz geboren, verheiratet und hat zwei Kinder. Er moderiert die Frühsendungen von SWR Landesschau aktuell Rheinland-Pfalz um 16.00, 17.00 und 18.00 Uhr. Neben der Moderation arbeitet er als Nachrichten-Redakteur im SWR Text.
Begonnen hat sein Interesse an den Medien schon in der Schule als Mitarbeiter der Schülerzeitung. Nach dem Abitur studierte er in Mainz Publizistik bei Elisabeth Noelle-Neumann. Das Hauptfach seines Studiums war Slavistik, mit Studienaufenthalten in Dubrovnik und Zagreb.
Bereits während der Studienzeit arbeitete er bei einer Kirchenzeitung sowie in der Jugendredaktion des ZDF.
Seit 1984 moderiert er die Fernseh-Nachrichtensendungen des  Südwestfunks (SWF) beziehungsweise des SWR in Mainz. In seiner Freizeit beschäftigt er sich hauptsächlich mit klassischer Musik. Er ist zudem Organist in seiner Heimatgemeinde.